# Marek Rudziński
Marek Rudziński (ur. 24 marca 1954 w Warszawie) – polski koszykarz, dziennikarz i komentator sportowy. Srebrny medalista mistrzostw Polski w koszykówce mężczyzn z 1976.

## Życiorys

### Kariera sportowa
Rudziński karierę koszykarską rozpoczynał w zespołach juniorskich klubu MKS MDK Warszawa. Od 1973 roku występował w Polonii Warszawa, pracując równocześnie jako kolejarz. W barwach tego klubu wystąpił w 35 meczach I ligi oraz 15 meczach II ligi, grając na pozycji rozgrywającego i rzucającego obrońcy. W Polonii grał przez osiem sezonów, zdobywając w tym czasie srebrny medal mistrzostw Polski (sezon 1975/1976) oraz Puchar Polski (sezon 1974/1975). Po zakończeniu gry w Polonii przez dwa sezony reprezentował barwy Skry Warszawa.

### Kariera dziennikarska
Rudziński jest absolwentem Wydziału Dziennikarstwa i Nauk Politycznych Uniwersytetu Warszawskiego. Na przełomie lat 70. i 80. pracował w Agencji Almatur na UW. Pracę dziennikarza rozpoczynał w Głosie Pracy i Sztandarze Młodych. Od lipca 1982 roku do zakończenia Letnich Igrzysk Olimpijskich 2000 pracował w Polskim Radiu, gdzie przez trzy lata pełnił funkcję szefa redakcji sportowej. W tym samym czasie współpracował także z różnymi stacjami telewizyjnymi, między innymi z Telewizją Polską (na przełomie lat 80. i 90. prowadził wiadomości Studia Sport, Sportową Niedzielę, również studio piłkarskich MŚ 1990 oraz zimowych IO 1992), Polsatem, Canal+ oraz HBO. Od 2000 roku był jednym z komentatorów polskiego oddziału Eurosportu, komentował lekkoatletykę na Letnich Igrzyskach Olimpijskich 2004 w Atenach. Z funkcji tej zrezygnował 31 marca 2012 i od tego czasu pracował w Telewizji Polskiej, gdzie na Letnich Igrzyskach Olimpijskich 2012 w Londynie komentował lekkoatletykę i koszykówkę, a na Letnich Igrzyskach Olimpijskich 2016 w Rio de Janeiro również kolarstwo. W lutym 2017 powrócił do Eurosportu, gdzie komentował Zimowe Igrzyska Olimpijskie 2018 w Pjongczangu, Letnie Igrzyska Olimpijskie 2020 w Tokio, Zimowe Igrzyska Olimpijskie 2022 w Pekinie i Letnie Igrzyska Olimpijskie 2024 w Paryżu.
Po zakończeniu sezonu zimowego 2023/2024 zakończył pracę w Eurosporcie jako komentator skoków narciarskich. 
W marcu 2025 ogłoszono jego powrót do pracy w Telewizji Polskiej po ośmiu latach przerwy, a w maju ponownie został komentatorem sportowym w TVP Sport, gdzie komentował zawody lekkoatletyczne World Athletics Relays 2025 w Kantonie czy Drużynowe Mistrzostwa Europy w Lekkoatletyce 2025 w Madrycie.
Jako sprawozdawca telewizyjny specjalizuje się w komentowaniu meczów koszykówki, zawodów narciarskich (głównie skoków narciarskich) i lekkoatletycznych, a okazjonalnie też boksu, piłki ręcznej, rugby, curlingu i kolarstwa.
Jednocześnie z pracą w telewizji, wystąpił w roli komentatora sportowego w grze Skoki narciarskie 2004 (wraz z Maciejem Kurzajewskim).
W 2024 został laureatem nagrody Grand Press im. Bohdana Tomaszewskiego.